# Santiago del Teide
Santiago del Teide és un municipi de l'illa de Tenerife, a les illes Canàries.

## L'economia
Igual que la població, l'economia està diversificada entre les localitats del municipi, encara que el turisme és la seva principal font de recursos. Així és en els nuclis costaners de Port de Santiago i Penya-segats dels Gegants, mentre que en les poblacions de l'interior (Santiago del Teide, Tamaimo i Arguayo) aquesta es fonamenta en l'agricultura. En l'agricultura pren importància amb cultius de plàtans i tomàquets, i el turisme predominant és l'europeu, sobretot ciutadans del Regne Unit, Alemanya i Escandinàvia. Símbol d'això és l'existència d'hotels i apartahoteles com l'Hotel Los Gigantes, inaugurat pels llavors Prínceps d'Espanya, o l'Hotel Playa de la Arena, l'últim a ser construït i el més gran del municipi.

## La població
La població del municipi ha variat en les últimes dècades, ara es podria dir que la Vila de Santiago del Teide és un municipi multicultural, ja que en el conviuen ciutadans de diversos països, tals com argentins, britànics, etc. La majoria són catòlics havent minories musulmanes, anglicanes, etc. Cap destacar que en Los Gigantes hi ha una església anglicana on es reuneixen nombrosos creients. La resta d'edificis religiosos pertanyen al catolicisme, no existint mesquites. Les seves entitats de població són:
- Valle de Arriba
- Santiago del Teide
- Las Manchas
- Arguayo
- El Molledo
- El Retamar
- Tamaimo
- Acantilados de los Gigantes
- Puerto de Santiago